# BOOTES
L'acrònim BOOTES, Burst Observer and Optical Transient Exploring System (literalment en català: observatori d'esclats i sistema d'exploració de fonts transitòries òptiques), és una xarxa d'observatoris astronòmics amb els llocs al sud d'Espanya, Nova Zelanda, la Xina i Mèxic (majoritàriament el telescopi fa 0,6 m de diàmetre amb càmera EMCCD en el focus Cassegrain i filterset g'r'i'ZY. L'objectiu principal de la xarxa és observar amb rapidesa esdeveniments transitoris en pocs segons / minuts d'haver estat detectat pels satèl·lits científics.
BOOTES proporciona un temps real automatitzat d'observació de la resposta a la detecció d'explosions de raigs gamma (GRB). Quadre d'error depenent de la mida, utilitza càmeres de camp ample (WFC), càmeres de camp ultra ample (UWFC) i càmeres de camp estret (NFC) units a petits telescopis robòtics o els propis telescopis.
Per estudiar els GRB és molt important per dur a terme amb rapidesa el seguiment d'observacions òptiques, per detectar la longitud d'ona d'emissió transitòria associada. BOOTES pot realitzar aquest tipus de seguiments. Els seus objectius científics són:
- Observacions simultànies i quasi simultànies de caixes d'error de GRB.
- La detecció d'espurnes òptiques d'origen còsmic.
- El seguiment de tot el cel amb les càmeres CASANDRA a sota a la 10a mag cada 60 s.
- El seguiment dels diferents tipus d'objectes variables (galàctiques i extragalàctiques) fins a la 20a mag amb la finalitat de cercar la variabilitat òptica.
- Descoberta de cometes, meteors, asteroides, estrelles variables, noves i supernoves.

BOOTES forma part, en el marc d'una col·laboració internacional liderada per Espanya, que va començar per donar suport INTEGRAL del satèl·lit de l'ESA amb observacions terrestres. El projecte també es va centrar per actuar de forma ràpida el seguiment d'observacions d'esdeveniments detectats per diverses naus espacials (BATSE, BeppoSAX, RossiXTE, IPN, Vet-2, Swift i Fermi). Els resultats en el camp GRB són múltiples:
- Imatges de predetecció: van establir límits màxims per als possibles precursors.
- Imatges simultànies: la primera es va aconseguir el 20 de febrer de 2001, tot i que no es va detectar cap contrapartida.
- Seguiment d'imatges: amb diverses explosions de raigs gamma es descobreixen

o són supervisades a partir de diverses desenes de segons després de l'aparició de l'esdeveniment.

## Llocs BOOTES
- BOOTES-1 - El Arenosillo - 37° 05′ 58″ N, 6° 44′ 15″ O / 37.0995°N,6.73747°O
- BOOTES-2 - Estació Experimental de La Mayora - 36° 45′ 25″ N, 4° 02′ 34″ O / 36.7569°N,4.04273°O
- BOOTES-3 - Blenheim, Nova Zelanda - 41° 29′ 29″ S, 173° 50′ 22″ E / 41.4913°S,173.8395°E
- BOOTES-4 - Lijang, Xina -26° 41′ 43″ N, 100° 01′ 48″ E / 26.695222°N,100.030067°E
- BOOTES-5 - Observatori Astronòmic Nacional a Sierra de San Pedro Mártir, Mèxic 31° 02′ 39″ N, 115° 27′ 49″ O / 31.04417°N,115.46361°O